# Lei de Proteção dos Americanos contra Aplicativos Controlados por Adversários Estrangeiros
A "Lei de Proteção dos Americanos contra Aplicativos Controlados por Adversários Estrangeiros" (em inglês:  Protecting Americans from Foreign Adversary Controlled Applications Act), abreviada de PAFACA, é uma lei, assinada pelo presidente dos EUA, Joe Biden, como parte da Lei de Segurança Nacional de 2024, torna ilegal distribuir, manter ou atualizar (ou permitir a distribuição, manutenção ou atualização) de aplicativos de mídia social designados como "aplicativos controlados por adversários estrangeiros", a menos que haja uma isenção sob uma alienação qualificada determinada pelo presidente dos Estados Unidos. A empresa chinesa de tecnologia da internet ByteDance e sua subsidiária TikTok são explicitamente visadas, mas outros grandes aplicativos de mídia social também podem ser abrangidos por esta lei se forem considerados controlados por adversários estrangeiros e representarem uma ameaça à segurança nacional.
O PAFACA foi apresentado como H.R. 7521 durante o 118º Congresso dos Estados Unidos pelos representantes Mike Gallagher e Raja Krishnamoorthi, após anos de diversas tentativas de legisladores federais para banir o TikTok no país. O projeto foi aprovado pela Câmara dos Representantes em 13 de março de 2024. Uma versão modificada foi aprovada como parte de um pacote de ajuda externa — o Ato de Paz do Século 21 através da Força (em inglês:  21st Century Peace through Strength Act) — pela Câmara em 20 de abril e pelo Senado dos Estados Unidos em 23 de abril.
TikTok e ByteDance gastaram milhões em lobby corporativo contra o projeto de lei. O projeto também foi criticado como uma forma de censura, especialmente em relação ao conteúdo relacionado à guerra em andamento entre Israel e Hamas.

## Contexto

### Preocupações com a segurança nacional
Em outubro de 2019, o senador Marco Rubio solicitou uma investigação do Comitê de Investimento Estrangeiro nos Estados Unidos sobre o TikTok, devido a preocupações de que a empresa matriz ByteDance estivesse censurando conteúdo que não estava alinhado com o Partido Comunista Chinês. Em novembro, a Reuters informou que a agência havia iniciado uma revisão de segurança nacional sobre a ByteDance devido à sua aquisição do Musical.ly, um serviço de mídia social que a empresa adquiriu em 2017 e fundiu com o TikTok no ano seguinte.
Especialistas em cibersegurança destacaram que as preocupações de segurança nacional relacionadas ao TikTok ainda são hipotéticas, mas preocupantes. Até o momento, não há evidências públicas que indiquem que o governo chinês acessou dados de usuários americanos, nem que o TikTok compartilhou tais informações com as autoridades chinesas. Bruce Schneier, especialista em segurança da computação, sugere que o verdadeiro problema pode não ser a propriedade do TikTok. Ele aponta que operações de influência, como a interferência da Rússia nas eleições presidenciais dos EUA em 2016, podem ser executadas sem possuir uma plataforma. Um porta-voz do TikTok afirmou que a empresa toma medidas consistentes contra redes de influência ocultas e, tendo lidado com "mais de 150 eleições globalmente", continua a colaborar com comissões eleitorais, especialistas e verificadores de fatos durante o ano eleitoral de 2024.

### Tentativas de restringir o TikTok
Em março de 2023, um projeto de lei conhecido como RESTRICT Act foi apresentado no Senado, propondo que o Secretário de Comércio recebesse o poder de revisar transações relacionadas a produtos ou serviços de tecnologias da informação e comunicações que estejam em posse ou sob a jurisdição de um "adversário estrangeiro" dos Estados Unidos e que representem um "risco indevido e inaceitável" para a segurança nacional. O projeto de lei não nomeava explicitamente a ByteDance ou o TikTok, mas sugeriu-se que eles eram o alvo implícito do projeto de lei.

## Visão Geral
A Lei se aplica a "aplicativos controlados por adversários estrangeiros", incluindo sites e software de aplicativo em plataformas de "desktop", móveis e de tecnologia aumentada ou imersiva. A Lei define explicitamente qualquer software oferecido pela ByteDance, Ltd. ou suas subsidiárias ou sucessoras como "aplicativos controlados por adversários estrangeiros" e também dá ao Presidente dos Estados Unidos o poder de designar outros softwares como "aplicativos controlados por adversários estrangeiros", se eles forem um serviço de mídia social (excluindo aqueles baseados na publicação de avaliações de clientes) com mais de um milhão de usuários ativos nos Estados Unidos, forem controlados por um "adversário estrangeiro" dos Estados Unidos conforme definido pelo Título 10 do Código dos Estados Unidos, e representarem uma "ameaça significativa" à segurança nacional dos Estados Unidos ou de seus cidadãos.
A Lei proíbe a distribuição, manutenção ou atualização de "aplicativos controlados por adversários estrangeiros", incluindo fornecer serviços ou hospedagem que permitam tais ações. Ordens sob a Lei ocorrem 180 dias após uma designação ser emitida, a menos que sejam desinvestidos de tal forma a não serem mais controlados por um "adversário estrangeiro". O aplicativo deve fornecer a capacidade para os usuários exportarem seus dados do serviço antes de ser encerrado.

## Histórico legislativo

### Câmara dos Representantes
Em 13 de março de 2024, o projeto foi aprovado na Câmara dos Representantes. A votação foi de 352 a 65, com 50 democratas e 15 republicanos votando contra o projeto.

#### Ato de Paz do Século 21 através da Força
No sábado, 20 de abril de 2024, a Câmara dos Representantes dos EUA aprovou um pacote de ajuda externa (H.R. 8038) por 360 votos a favor e 58 contra, que incluía uma versão modificada do PAFACA. O tempo permitido para a conclusão de uma venda foi aumentado para no mínimo 270 dias. Ao combinar uma possível proibição ou desinvestimento do TikTok com ajuda externa, que tradicionalmente conta com apoio bipartidário em ambas as câmaras, a Câmara pressionou o Senado dos Estados Unidos a agir rapidamente com uma votação combinada, porque reescrever o projeto de lei para excluir as disposições sobre o TikTok atrasaria a ajuda externa.

### Senado
O senador Rand Paul se opôs ao projeto de lei com base nos princípios da Primeira Emenda e disse que iria obstruir o projeto. Sua oposição impediu que um projeto de lei semelhante (S. 85) avançasse em 2023, mas não se esperava que ele pudesse parar o pacote de ajuda externa. Em 23 de abril de 2024, o Senado aprovou a Lei de Segurança Nacional de 2024, que incluía o Ato de Paz do Século 21 através da Força, juntamente com outros três projetos de lei, por 79 votos a favor e 18 contra.